# برور ویبرگ
برور ویبرگ (فنلاندی: Bror Wiberg; ۱۴ ژوئن ۱۸۹۰ – ۱۸ ژوئن ۱۹۳۵) بازیکن فوتبال اهل فنلاند بود.
از باشگاه‌هایی که در آن بازی کرده‌است می‌توان به باشگاه فوتبال اچ‌آی‌اف‌کی اشاره کرد.
وی همچنین در تیم ملی فوتبال فنلاند بازی کرده‌است.